# 아이패드 에어 2
애플 아이패드 에어 2(Apple iPad Air 2)는 애플 태블릿 컴퓨터로, 아이패드 에어 시리즈의 두번째 제품이다. 아이패드 에어 (2세대)라는 이름으로도 불린다

## 연혁
- 2014년 10월 17일 : 제품 발표
- 2014년 11월 1일 : 제품 출시

## 외형
아이패드에어 1세대보다 약18%가량 두께가 줄었다.
우측 무음버튼이 제거되었고, 지문인식기능인 Touch ID가 탑재되었다.

## 색상
- 골드
- 실버
- 스페이스 그레이

## 같이 보기
- 애플 아이폰 6
- 애플 아이폰 6+
- 아이패드 미니 3
- 아이패드 미니 4